# گومون
گومون (Gaumont) شرکت فرانسوی تولید و پخش فیلم سینمایی و همچنین دارای سالن‌های نمایش فیلم است. این شرکت قدیمی‌ترین شرکت سینمایی جهان است و در سال ۱۸۹۵ تأسیس شده و عمری برابر عمر سینما دارد.

## تاریخچه
شرکت در سال ۱۸۹۵ توسط لئون گومون Léon Gaumont تأسیس شد و در ابتدا فعالیت به تولید دوربین و وسائل جانبی عکاسی می پرداخت. لئون گومون که شیفته کارهای توماس ادیسون و برادران لومیر شده بود ( برادران لومیر اولین نمایش عمومی فیلم را در ۲۸ دسامبر ۱۸۹۵آغاز کردند)از سال ۱۹۰۰ به‌طور جدی وارد کار سینما شد و به تولید دستگاههای نمایش فیلم پرداخت. منشی او آلیس گی Alice Guy به او پیشنهاد کردکه برای افزایش فروش و معرفی محصولات تولیدی شرکت از این محصولات فیلم تهیه شود و به نمایش عمومی درآید. آلیس گی همچنین اولین زن کارگردان جهان است و تولید ۳۰۰ فیلم را در کارنامه خود دارد.
در سال ۱۹۱۰ لئون گومون میدان اسبدوانی پلاس کلیشی place Clichy پاریس را می خرد و آن را تبدیل به بزرگترین سالن سینمای دنیا به گنجایش ۳۴۰۰ می‌کند.
در سال ۱۹۲۵ با شرکت مترو گلدوین مایر قرار داد توزیع فیلم را امضا می‌کند که به تأسیس شرکت جدیدی بنام گومون- مترو گلدوین می انجامد ولی این قرارداد تنها ۳ سال دوام می یابد.
در سال ۱۹۳۰ با ورود صدا به سینمای اروپا لئون بازنشسته می‌شود و شرکت به گومون فرانکو فیلم اوبر Gaumont Franco Film Aubert تغییر نام میدهد.
از سال ۱۹۷۵ شرکت توسط نیکلاس سیدوکس Nicolas Seydoux اداره می‌شود و گومون یکی از مهم‌ترین شرکتهای تولید و توزیع فیلم فرانسه می‌شود.
از سال ۱۹۹۵ فعالیت تولید فیلمهای پویانمایی Animition، بازیهای ویدئویی و کامپیوتری به تولیدات این شرکت اضافه شده‌است.